# 印譜
印譜（いんぷ）とは、印籍の一種で、鑑賞や研究を目的として印章の印影および印款を中心に掲載した書籍である。原印を直接鈐した原鈐本と、模刻した印を鈐した鈐印本、木版などに写した翻刻本がある。中国や日本の近世・近代に文人や篆刻家によって盛んに刊行された。
最初の印譜は、中国北宋の大観年間に楊克一が出版した『集古印格』とされる。続いて宣和年間に徽宗が撰した『宣和印譜』とされるがこれは伝存していない。宋・元を通じて16種の印譜が出版されたがいずれも翻刻であった。
原鈐本が伝わる最古の印譜は明代の隆慶6年（1572年）に出版された、顧従徳の『集古印譜』である。初版は僅か20部であり、秦・漢の古印の印影を1700方余り集めている。現存しているのはこのうちの1部（1帙5冊・欠1冊）である。万暦年間に王常の協力を得て翻刻し、最終的には4000方近くにまでの印影を集めた。増刷の過程で複数の異なった書名となり、『顧氏芸閣集古印譜』・『顧氏印藪』・『王氏秦漢印統』などがある。篆刻芸術の黎明期と重なり、多くの篆刻家がこの印譜の啓発を受けている。
内容で分類すると、古銅印譜と近人印譜に分けられる。古銅印譜は、古代の主に青銅製の印（古銅印）を収集して押した印譜である。近人印譜は、明時代以降（日本では江戸時代以降）、文人による篆刻が盛んになった情勢下に編集された、篆刻家の印（主に石材の印）の印を押したものである。後者には、篆刻家自身の編集によるもの、コレクターが編集したもの、画家や書家が使用した印を集めたもの（自用印譜）などがある。

## 中国の印譜
- 何通『印史』5巻を
- 程原・程樸『何氏印選』
- 蘇宣『蘇氏印略』
- 甘暘『印正』
- 張灝『学山堂印譜』・『承清館印譜』
- 周亮工『頼古堂印譜』
- 呉式芬・陳介祺共編『封泥攷略』
- 陳介祺『十鐘山房印挙』
- 汪啓淑『飛鴻堂印譜』
- 羅振玉『金薤留珎』
- 呉雲『二百蘭亭斎古銅印存』
- 宋徽宗趙佶『宣和印譜』
- 楊克一『集古印格』
- 姜夔『集古印譜』
- 羅王常『秦漢印統』
- 顧従徳『顧氏集古印譜』
- 程遠『古今印則』
- 胡介祉『谷園印譜』
- 趙錫綬『雲峰書屋集印譜』
- 胡季堂『寶典福書冊』
- 孟介臣『養正樓印存』
- 丁仁『西泠八家印選』

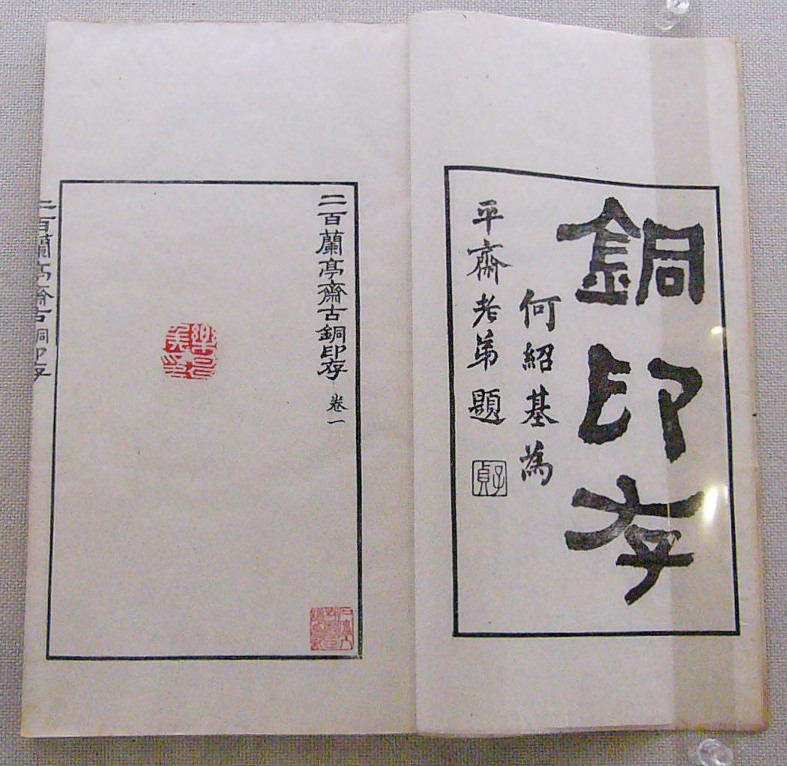
二百蘭亭斎古銅印存

- 丁仁・高時敷・葛昌楹・兪人萃共編『丁丑劫餘印存』
- 郭宗昌『松談閣印史』

## 日本の印譜

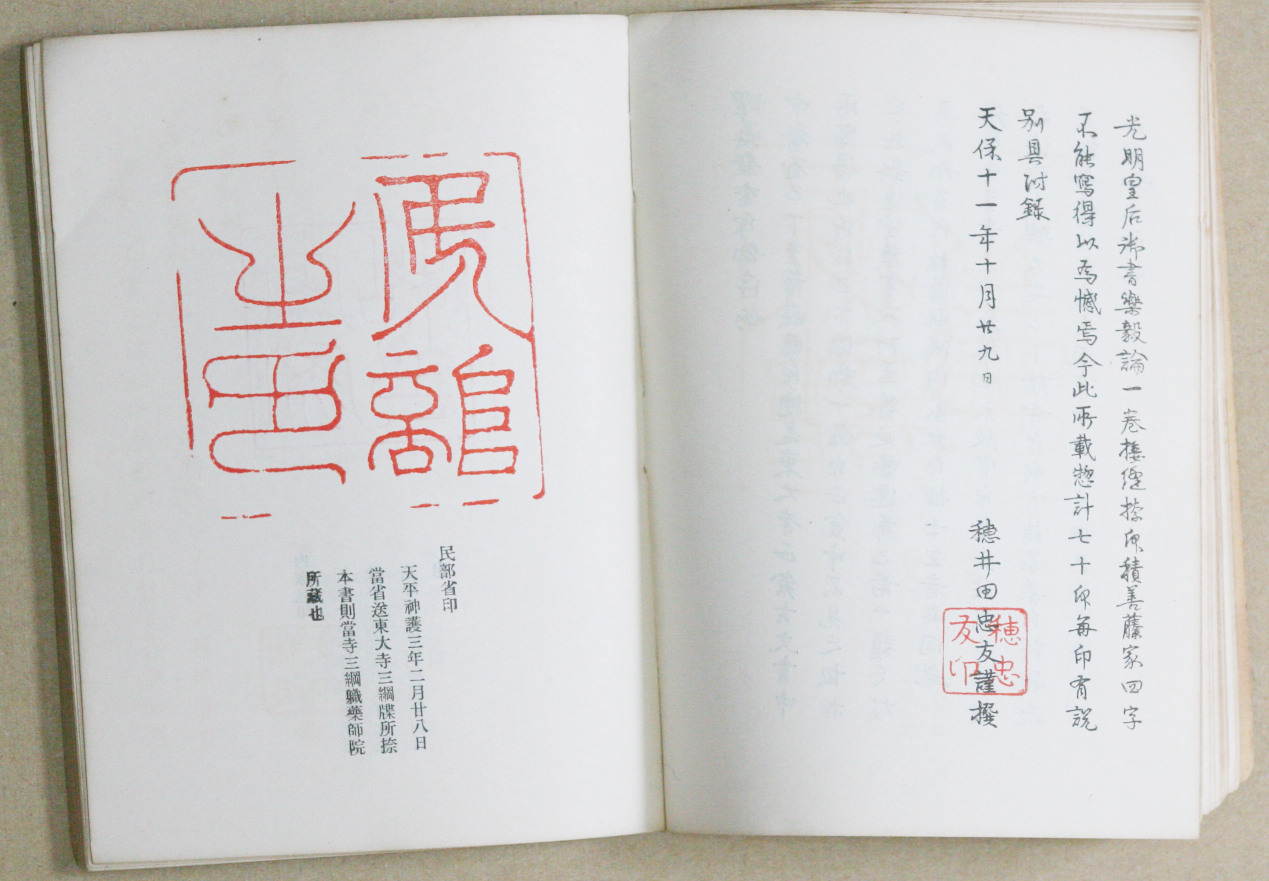
埋麝發香

- 『君台観左右帳記事』（唐ゐんつくし）理右衛門刊 1643年
- 『和漢歴代画師名印冩図』1647年
- 藤原惺窩『皇朝集古印譜』（伝存せず）
- 榊原篁洲『芸窗酔銕』1699年（伝存せず）
- 細井広沢・細井九皋『奇勝堂印譜』
- 池永道雲『一刀万象』1713年
- 高芙蓉摹刻『古今公私印記』1760年
- 藤貞幹『公私古印譜』1773年
- 松平定信『集古十種』印章部 1800年
- 穂井田忠友『埋塵発香』印部 1840年
- 長谷川延年『博愛堂集古印譜』1857年